# 아키타 대학
아키타 대학(일본어: 秋田大学, Akita University)은 일본의 국립 대학이다. 대학 본부는 아키타현 아키타시에 있다.

## 연혁
아키타 대학은 1949년에 아키타 사범학교(秋田師範學校), 아키타 청년 사범학교(秋田靑年師範學校), 아키타 광산 전문학교(秋田鑛山專門學校)를 통합하여 설립되었다.
구 아키타 광산 전문학교는 1910년에 독일 프라이베르크 광산학교(Bergakademie Freiberg)를 본보기로 하여 일본 유일의 관립(국립) 광산 전문학교로서 창설되었다. 지금도 광업에 관한 박물관이 캠퍼스에 있다.
- 1949년 : 아키타 대학 발족 (학부: 학예학부, 광산학부).
- 1963년 : 학예학부가 현 데가타(手形) 캠퍼스로 이전.
- 1966년 : 학예학부를 교육학부로 개명.
- 1970년 : 의학부 설치.
- 1971년 : 아키타 현립 중앙병원(秋田縣立中央病院)이 의학부 부속 병원이 됨.
- 1998년 : 학부 명칭 변경: 교육학부 → 교육문화학부, 광산학부 → 공학자원학부.

이하, 아키타 대학에 통합된 구 학교들의 연혁이다.
- 1873년 : 아키타현이 전습학교(傳習學校)를 설립.
- 1874년 : 양학교(洋學校)와 통합. 다이헤이(太平/태평) 학교로 개칭.
- 1878년 4월 : 아키타 현 사범학교(秋田縣師範學校)로 개칭.
- 1878년 12월 : 아키타 사범학교로 개칭.
- 1886년 : 아키타 현 심상 사범학교로 개칭.
- 1898년 : 아키타 현 사범학교로 개칭.
- 1909년 : 남자 사범학교와 여자 사범학교를 분리.
- 1943년 : 남자 사범학교를 여자 사범학교와 통합. 관립 아키타 사범학교로 승격.
- 1949년 : 아키타 대학 학예학부가 됨.

- 1924년 : 아키타 현립 실업보습학교 교원 양성소(秋田縣立實業補習學校敎員養成所) 설립.
- 1936년 : 아키타 현립 청년학교 교원 양성소(秋田縣立靑年學校敎員養成所)로 개칭.
- 1944년 : 관립 아키타 청년 사범학교로 승격.
- 1949년 : 아키타 대학 학예학부가 됨.

- 1910년 : 아키타 광산 전문학교 설립.
학과: 채광학과, 야금학과.
- 1929년 : 학과를 증설: 광산기계학과, 연료학과.
- 1939년 : 학과를 증설: 금속공업과, 전기과.
- 1942년 : 채유과 설치.
- 1944년 : 탐광과 설치.
- 1949년 : 아키타 대학 광산학부가 됨.

## 캠퍼스
- 데가타(手形) 캠퍼스: 대학 본부 캠퍼스.
- 아키타현 아키타시 데가타가쿠엔초(手形學園町) 1-1.
- 혼도(本道) 캠퍼스: 의학부 캠퍼스.
- 아키타 현 아키타 시 혼도(本道) 1-1-1.

## 조직

### 학부
- 교육문화학부
  - 학교교육과정
  - 지역과학과정
  - 국제언어문화과정
  - 인간환경과정
- 의학부
  - 의학과 (6년제)
  - 보건학과
- 공학자원학부
  - 지구자원학과
  - 환경응용화학과
  - 재료공학과
  - 정보공학과
  - 기계공학과
  - 전기전자공학과
  - 토목환경공학과
  - 생명화학과

### 대학원
- 교육학 연구과 (석사 과정)
- 의학 연구과 (박사 과정)
- 공학 자원학 연구과 (석사/박사 과정)

### 부속기관
- 도서관
- 광업박물관
- 의학부 부속 병원
- 교육문화학부 부속 학교 (초등학교, 중학교, 유치원, 특별지원학교)